# 袁楚藩
袁楚藩，湖南省永州府祁陽縣人，清朝政治人物、同進士出身。
光緒十二年（1886年），参加光緒丙戌科殿試，登進士三甲54名。同年五月，著主事分部学习。